# Mosè Marcia
Mosè Marcia (San Sperate, 10 ottobre 1943) è un vescovo cattolico italiano, dal 2 luglio 2019 vescovo emerito di Nuoro.

## Biografia
Nasce a San Sperate, in provincia del Sud Sardegna ed arcidiocesi di Cagliari, il 10 ottobre 1943.

### Formazione e ministero sacerdotale
Frequenta la scuola media inferiore nel seminario di Cagliari; prosegue gli studi in preparazione al sacerdozio fino ad ottenere la licenza in Teologia.
Il 7 luglio 1973 è ordinato presbitero dal cardinale Sebastiano Baggio.
Dopo l'ordinazione è dapprima segretario dell'arcivescovo Giuseppe Bonfiglioli e successivamente, dal 1985, rettore del Seminario arcivescovile, ricopre anche il ruolo di assistente ecclesiale dell'Azione Cattolica Ragazzi, divenendo poi, nel 1991 parroco della parrocchia dei Santi Pietro e Paolo in Cagliari: in questa veste deve affrontare i problemi conseguenti al crollo verificatosi nella chiesa parrocchiale nell'anno 1996.
Nel 2000 è nominato economo dell'arcidiocesi di Cagliari.

### Ministero episcopale

#### Vescovo ausiliare di Cagliari
Il 3 giugno 2006 viene nominato vescovo ausiliare dell'arcidiocesi di Cagliari e titolare di Vardimissa da papa Benedetto XVI. L'8 settembre successivo riceve l'ordinazione episcopale, nella basilica di Bonaria, dall'arcivescovo Giuseppe Mani, co-consacranti l'arcivescovo Ottorino Pietro Alberti e il vescovo Giovanni Cogoni.
Ricopre anche l'incarico di segretario della Conferenza Episcopale Sarda dal 2006 al 2012.

#### Vescovo di Nuoro
Il 21 aprile 2011 viene trasferito alla guida della diocesi di Nuoro, succedendo a Pietro Meloni; il 19 giugno successivo prende possesso della diocesi.
Poco dopo il suo arrivo in diocesi progetta i restauri della cattedrale e dell'episcopio e nel novembre 2017 conclude la sua visita pastorale alle parrocchie della diocesi.
Attualmente in seno alla Conferenza Episcopale Sarda è delegato della Commissione per la famiglia, i giovani ed il laicato, insieme al vescovo di Ozieri, Corrado Melis, oltre ad essere responsabile del Centro Regionale Vocazioni.
Il 2 luglio 2019 papa Francesco accoglie la sua rinuncia per raggiunti limiti di età, affidando la guida della diocesi ad Antonio Mura, fino ad allora vescovo di Lanusei. Da quel momento è vescovo emerito di Nuoro, mentre rimane amministratore apostolico della diocesi fino all'ingresso del successore, avvenuto il 15 settembre seguente.

## Genealogia episcopale
La genealogia episcopale è:
- Cardinale Scipione Rebiba
- Cardinale Giulio Antonio Santori
- Cardinale Girolamo Bernerio, O.P.
- Arcivescovo Galeazzo Sanvitale
- Cardinale Ludovico Ludovisi
- Cardinale Luigi Caetani
- Cardinale Ulderico Carpegna
- Cardinale Paluzzo Paluzzi Altieri degli Albertoni
- Papa Benedetto XIII
- Papa Benedetto XIV
- Papa Clemente XIII
- Cardinale Marcantonio Colonna
- Cardinale Giacinto Sigismondo Gerdil, B.
- Cardinale Giulio Maria della Somaglia
- Cardinale Carlo Odescalchi, S.I.
- Cardinale Costantino Patrizi Naro
- Cardinale Lucido Maria Parocchi
- Papa Pio X
- Cardinale Gaetano De Lai
- Cardinale Raffaele Carlo Rossi, O.C.D.
- Arcivescovo Gilla Vincenzo Gremigni, M.S.C.
- Cardinale Ugo Poletti
- Arcivescovo Giuseppe Mani
- Vescovo Mosè Marcia